# Lauren James
Lauren James (født 29. september 2001) er en engelsk professionel fodboldspiller, der spiller som angriber for Women's Super League-klubben Chelsea og det engelske kvindelandshold.